# Jerzy Zapolski
Jerzy Zapolski (ur. 15 sierpnia 1892 we Lwowie, zm. 13–14 kwietnia 1940 w Katyniu) – podpułkownik uzbrojenia Wojska Polskiego, działacz niepodległościowy, kawaler Orderu Virtuti Militari, ofiara zbrodni katyńskiej.

## Życiorys
Syn Joachima i Sabiny z Preisów, urodzony 15 sierpnia 1892 we Lwowie. Absolwent szkoły powszechnej we Lwowie. Rozpoczął naukę w seminarium nauczycielskim w Zaleszczykach. W latach 1912–1914 studiował na Wydziale Maszyn i Elektroniki w Szkole Technicznej w Mittneidt w Niemczech. 5 września 1914 wstąpił do 1 pułku artylerii Legionów Polskich. W Legionach walczył na froncie do 1917. Następnie wstąpił do POW. Po ukończeniu Szkoły Podchorążych Piechoty w Ostrowi Mazowieckiej zajmował stanowisko kierownika Zakładów Żywnościowych w Modlinie, następnie przeniesiony do 4 pułku artylerii ciężkiej. Od 2 listopada 1919 przeniesiony do Departamentu Intendentury MSWojsk.

17 maja 1922 został odznaczony orderem wojskowym „Virtuti Militari” V klasy, a we wniosku o jego nadanie, napisano m.in.:

W listopadzie 1914 roku w bitwie pod Krzywopłotami, jako celowniczy ostrzeliwany szrapnelami przy dziale bez tarcz ochronnych, trwał bez przerwy na stanowisku, dając wzorowy przykład odwagi i zapału niedoświadczonej obsłudze działa wprowadzonej po raz pierwszy do boju.

Po ukończeniu Wyższej Szkoły Intendentury zajmował różne stanowiska w Departamencie Intendentury. Po awansie do stopnia podpułkownika (27 kwietnia 1929) pełnił obowiązki szefa Wydziału Ogólnego w Departamencie Intendentury. W grudniu 1932 został przeniesiony z Kierownictwa Zaopatrzenia Uzbrojenia do Wojskowych Zakładów Pirotechnicznych w Rembertowie na stanowisko pełniącego obowiązki kierownika zakładu. W 1936 został przeniesiony w stan spoczynku.
W czasie kampanii wrześniowej 1939 został zmobilizowany. Po agresji ZSRR na Polskę w nieznanych okolicznościach dostał się niewoli sowieckiej. Od 28 października 1939 przebywał w obozie kozielszczańskim, a następnie od 4 listopada był osadzony w obozie jenieckim w Kozielsku. Między 11 a 12 kwietnia 1940 został przekazany do dyspozycji naczelnika Zarządu NKWD Obwodu Smoleńskiego – lista wywózkowa 022/3 z 9 kwietnia 1940, pozycja 90. Między 13 a 14 kwietnia 1940 został zamordowany w Katyniu przez funkcjonariuszy Obwodowego Zarządu NKWD w Smoleńsku oraz pracowników NKWD przybyłych z Moskwy na mocy decyzji Biura Politycznego KC WKP(b) z 5 marca 1940. Ofiary tej zbrodni grzebano w bezimiennych mogiłach zbiorowych, gdzie od 28 lipca 2000 mieści się oficjalnie Polski Cmentarz Wojenny w Katyniu. W miejscu tym prowadzone były ekshumacje i prace archeologiczne. W 1943 jego ciało zostało zidentyfikowane w toku ekshumacji nadzorowanych przez Niemców pod numerem 1588 – raport dzienny z 8 maja 1943. Przy jego szczątkach znaleziono: podanie do NKWD – Moskwa w sprawie wydania wizy wyjazdowej w języku rosyjskim, list, plakietkę Matki Boskiej – pamiątkę z Częstochowy. Figuruje na liście Komisji Technicznej PCK pod numerem 01588.
Jego grób symboliczny znajduje się na cmentarzu Powązkowskim (kwatera 174-6-5).
5 października 2007 minister obrony narodowej Aleksander Szczygło mianował go pośmiertnie na stopień pułkownika. Awans został ogłoszony 9 listopada 2007 w Warszawie, w trakcie uroczystości „Katyń Pamiętamy – Uczcijmy Pamięć Bohaterów”.
Był żonaty, miał córkę. Mieszkał w Warszawie.

## Ordery i odznaczenia
- Krzyż Srebrny Orderu Wojskowego Virtuti Militari nr 5944[20][6] – 17 maja 1922[21][3]
- Krzyż Niepodległości – 16 września 1931 „za pracę w dziele odzyskania niepodległości”[22]
- Krzyż Walecznych dwukrotnie[20]
- Złoty Krzyż Zasługi – 10 listopada 1933 „za zasługi na polu przemysłu wojennego”[23]
- Odznaka „Za wierną służbę”[24]

## Upamiętnienie
13 kwietnia 2016 roku, w ramach akcji „Katyń... pamiętamy” / „Katyń... Ocalić od zapomnienia”, w ogrodzie Pałacu Prezydenckiego został zasadzony Dąb Pamięci poświęconego wszystkim Ofiarom Zbrodni Katyńskiej, certyfikat z numerem 1.